# Groupe abélien élémentaire
En mathématiques, plus précisément en théorie des groupes, un groupe abélien élémentaire est un groupe abélien dans lequel tous les éléments autres que l'identité ont le même ordre. Cet ordre commun est nécessairement un nombre premier, et les groupes abéliens élémentaires dans lesquels l'ordre commun est p forment un type particulier de p-groupe,. Un groupe dans lequel p = 2 (c'est-à-dire un groupe abélien élémentaire de type 2) est parfois appelé groupe booléen.
Tout groupe abélien élémentaire p est naturellement un espace vectoriel sur le corps premier à p éléments, et inversement tout espace vectoriel de ce type est un groupe abélien élémentaire. D'après la classification des groupes abéliens de type fini ou mieux, d'après le fait que tout espace vectoriel possède une base, tout groupe abélien élémentaire fini est donc de la forme (Z/pZ)n pour un entier naturel n bien déterminé (on l'appelle parfois le rang du groupe). Ici, Z/pZ désigne le groupe cyclique d'ordre p (ou de manière équivalente les entiers modulo p), et la notation en exposant signifie le produit direct de n de ces groupes.
De façon générale, un p-groupe abélien élémentaire (éventuellement infini) est une somme directe de groupes cycliques d'ordre p. (Il faut remarquer que dans le cas fini, le produit direct et la somme directe coïncident mais que ce n'est pas vrai dans le cas infini.)

## Exemples et propriétés
- Le groupe abélien élémentaire (Z/2Z)2 possède quatre éléments : {(0,0), (0,1), (1,0), (1,1)}. L'addition est définie coordonnée par coordonnée, en prenant le résultat modulo 2. Par exemple, (1,0) + (1,1) = (0,1). Il s’agit du groupe de Klein.
- Dans le groupe des parties d'un ensemble (fini ou pas) muni de la différence symétrique, tout élément est d'ordre 2. Tout groupe de ce type est nécessairement abélien car, puisque tout élément est son propre inverse, xy = (xy)−1 = y−1x−1 = yx. Un tel groupe (également appelé groupe booléen) généralise l’exemple du groupe de Klein à un nombre arbitraire de composants.
- Le groupe (Z/pZ)n est engendré par n éléments et n est le plus petit nombre possible de générateurs. En particulier, la base canonique (e1,..., en), où la i-ème coordonnée de ei vaut 1 et les autres sont nulles, est un ensemble générateur minimal.
- Tout groupe abélien élémentaire fini a une présentation finie assez simple :
{\displaystyle (\mathbb {Z} /p\mathbb {Z} )^{n}\cong \langle e_{1},\ldots ,e_{n}\mid e_{i}^{p}=1,\ e_{i}e_{j}=e_{j}e_{i}\rangle }

## Structure d'espace vectoriel
Soit V un p-groupe abélien élémentaire. On peut définir une multiplication naturelle des éléments du corps fini Z/pZ sur V qui en fait un espace vectoriel. En effet, grâce à l'addition répétée, on peut dans un premier temps définir le produit d'un entier a par un élément v de V : si a = 0, on pose a⋅v = 0 ; si a > 0, on définit a⋅v = v + ... + v (avec a termes) ou, plus formellement par récurrence a⋅v = (a – 1)⋅v + v ; enfin, si a < 0 on pose a⋅v = –(–a⋅v). Cela fait de V un Z-module. Or si a est un multiple de p, on a a⋅v = 0 puisque v est d'ordre 1 ou p. Cela permet de définir le produit voulu : si {\displaystyle \alpha } est un élément de Z/pZ, on choisit un représentant a de {\displaystyle \alpha } dans Z et on définit {\displaystyle \alpha \cdot v=a\cdot v}. Cela a un sens car si a' est un autre représentant, a – a' est un multiple de p donc (a – a')⋅v = 0, ce qui signifie que a⋅v = a'⋅v. On vérifie sans peine que cela fait de V un espace vectoriel.
Si de plus V est fini, la classification des groupes abéliens finis permet d'affirmer qu'il existe un isomorphisme de groupes V {\displaystyle \cong } (Z/pZ)n, qui se trouve être en fait un isomorphisme d'espaces vectoriels.
On peut se passer du recours à la classification : du  fait que V est un espace vectoriel fini, il est a fortiori de dimension finie sur Z/pZ, disons n, et l'existence d'une base induit un isomorphisme d'espaces vectoriels et a fortiori de groupes de V sur (Z/pZ)n. 
On peut remarquer qu'un groupe abélien élémentaire, même fini, n'a en général pas de base distinguée : le choix d'un isomorphisme V {\displaystyle {\overset {\cong }{\to }}} (Z/pZ)n est équivalent au choix d'une base. 

## Groupe d'automorphismes
Fixons un p-groupe abélien élémentaire fini V et une base (e1,..., en) comme ci-dessus. Vu la définition du produit d'un scalaire de Z/pZ par un vecteur via l'addition itérée, tout morphisme de groupe de V dans V est automatiquement une application linéaire. Pour toute famille (v1,..., vn) il existe une unique morphisme qui envoie ei sur vi. Les morphismes de groupes de V dans V s'identifient aux matrices n×n à coefficients dans Z/pZ.
Si on se restreint aux automorphismes du groupe V, ils s'identifient au groupe Aut(V) = { T : V → V | ker T = 0 } = GLn(Fp), le groupe général linéaire des matrices inversibles n×n sur Fp.
Comme pour tout espace vectoriel, le groupe d'automorphismes GL(V) {\displaystyle \cong } GLn(Fp) agit transitivement sur V \ {0} (cela résulte du théorème de la base incomplète). C'est en fait une caractérisation des groupes abéliens élémentaires parmi tous les groupes finis : si G est un groupe fini de neutre e tel que Aut(G) agit transitivement sur G \ {e}, alors G est abélien élémentaire. (En effet, si c'est le cas, tous les éléments autres que e ont le même ordre, qui est nécessairement un nombre premier p. Cela montre que G est un p-groupe fini ; il en résulte que G a un centre non trivial qui, étant invariant sous tout automorphismes, est donc égal à G entier.)

## Extension aux ordres supérieurs
Il peut être intéressant d'aller au-delà des composantes d'ordre premier et de considérer des composantes d'ordre une puissance d'un nombre premier. Considérons un groupe abélien élémentaire G de type (p, p,..., p) pour un nombre premier p. Un groupe homocyclique (de rang n) est un groupe abélien de type (m, m,..., m) c'est-à-dire le produit direct de n groupes cycliques isomorphes d'ordre m, dont les groupes de type (pk, pk,..., pk) sont un cas particulier.

## Groupes apparentés
Les groupes extra-spéciaux (en) sont des extensions de groupes abéliens élémentaires par un groupe cyclique d'ordre p : ce sont des analogues finis du groupe de Heisenberg.